# 小行星6680
小行星6680是一颗围绕太阳公转的小行星。1970年11月24日，盧波什·科胡特克在汉堡发现了此天体。
这颗小行星的绝对星等为125.95687等。